# فخر الدين بويراز
فخر الدين بويْراز (بالتركية: Fahrettin Poyraz)‏, (ولد: 3 يوليو 1968, «دومانيتش» في كوتاهية, تركيا) سياسي تركي. ونائب سابق في البرلمان التركي لأكثر من دورة ممثلا عن حزب العدالة والتنمية.